# Jurado

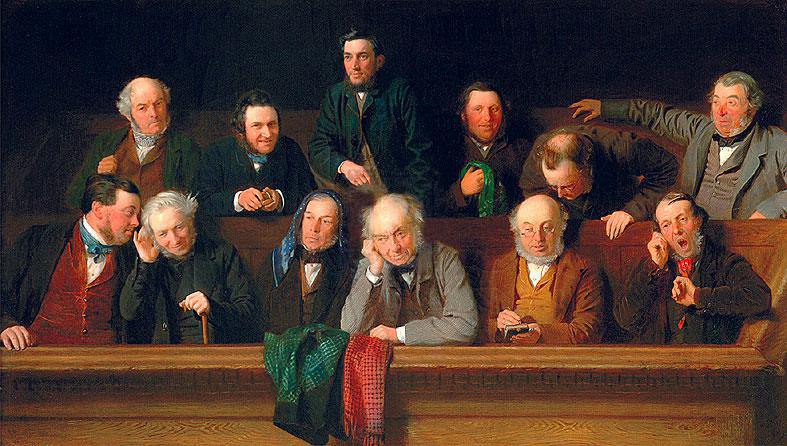
"El jurado" pintura realizada en 1861 de un jurado británico

Un jurado, a veces denominado jury, es un cuerpo colegiado de personas que no son jueces, formado especialmente para tomar una decisión judicial, denominado fallo o veredicto, en un caso concreto. Ordinariamente un jurado se forma para decidir sobre la culpabilidad o inocencia de una persona, pero también existen jurados que fallan sobre otras cuestiones, como el gran jurado cuya función se limita a determinar si existen pruebas suficientes para que una persona sea sometida a juicio.
La palabra viene del anglofrancés, juree, que viene a su vez del latín medieval, iurata, que significaba un juramento, o investigación, y que a su vez originaba en el latín iurare, jurar, y ius, ley. Es una figura procesal clásica del sistema inglés, a través de la cual los ciudadanos participan en la administración de justicia. Al jurado le corresponde dictar el fallo o veredicto, pero usualmente su función está regulada por un juez, a quien le corresponde dirigir el proceso y en ocasiones también establecer las condenas y precisar el contenido concreto de las sentencias, y sus decisiones deben realizarse dentro de los límites establecidos por las leyes y los cargos formulados por los demandantes (fiscalías, querellas, etc.).
Existen divergencias de opinión en cuanto a la conveniencia de la figura del jurado. A favor se argumenta que tiende a democratizar el poder judicial y a comprometer a la ciudadanía en la participación directa en la administración de justicia. Esto es lo que opina el profesor de Derecho Penal de la Universidad de Barcelona Amadeu Recansens que considera que es un instrumento de control del poder judicial «de probada eficacia» ya que su veredicto ««vincula al juez en el caso concreto que se juzga» y, sobre todo, porque «en tanto que institución y como manifestación popular continuada, establece unos criterios o líneas generales que constituyen una expresión del sentir social respecto de los valores y la jerarquía normativa en la esfera de lo penal, a la que generalmente se circunscribe la presencia y la intervención del jurado». Varias culturas y naciones han adoptado mecanismos de participación ciudadana en las decisiones judiciales que han ido evolucionando para evitar las arbitrariedades y garantizar los derechos humanos de las personas acusadas.
En contra, se argumenta que puede derivar en la tiranía de la mayoría, consolidar tendencias sociales discriminatorias (étnica, género, orientación sexual, religión, nacionalidad, etc.), o que facilita la manipulación de las personas encargadas de juzgar, pudiendo dar lugar a desvirtuaciones de la prevención general (castigos ejemplares, penas excesivas) y prevención especial (pena de muerte, cadena perpetua, control cerebral, castración).[cita requerida]

## Tipos de jurado
- Según el tipo de participación popular.[2][nota 1]

1. Jurado anglosajón o puro. También llamado sistema «tradicional» o «de hecho» o «de veredicto». Un grupo de ciudadanos, ahora dirigidos por un magistrado, no así en la antigüedad, conocen los hechos y se pronuncian sobre la totalidad de los mismos, y a continuación, un magistrado técnico determinará qué pena corresponde al veredicto emitido por el jurado. En su versión inicial, el veredicto se componía únicamente de un «culpable» o un «inocente», pero esto ha ido evolucionando hacia un cuestionario y más aún hacia la determinación de cuestiones relacionadas con los hechos como, por ejemplo, determinar circunstancias modificativas de la voluntad.
2. Jurado escabinado. Un jurado escabinado (palabra de origen francés: con el nombre de échevin se conocía a determinados magistrados municipales antes de 1793)[4] es aquel integrado por ciudadanos sin formación jurídica, llamados «legos» por esta razón, y magistrados técnicos, constituyendo todos ellos un cuerpo colegiado a cargo de todas las etapas controvertidas del procedimiento judicial: el juicio oral, la culpabilidad o absolución y el establecimiento de la pena, así como la posible responsabilidad civil. En este sistema el hecho enjuiciado y el derecho no se encuentran disociados. Las decisiones son adoptadas por mayoría. En la mayoría de los países, se adoptó este sistema como evolución del sistema «puro», a través de reformas. En este sistema, se puede instituir una primacía de los jueces técnicos sobre los jueces «legos», que debido a su menor conocimiento del derecho, quedan en segundo plano en las deliberaciones del veredicto, pero, por otra parte, se percibe una mayor confianza en la justicia por parte del pueblo debido al consenso necesario entre jueces técnicos y «legos».
3. Jurado mixto. Este sistema combina características del jurado anglosajón y del escabinado: el procedimiento sigue la estructura del jurado puro durante todo el proceso hasta la determinación de la sentencia, momento en el que se toma la estructura del escabinado. Los jueces «legos», ellos solos, determinan la culpabilidad o inocencia; luego, si el veredicto es de culpabilidad, se forma un escabinado, en el que los jueces «legos» y los jueces técnicos determinan la pena aplicable al veredicto.

- Según su función.[5]

1. Jurado ordinario. El jurado ordinario, también llamado pequeño jurado (petit jury) es el cuerpo colegiado que tiene como función examinar las pruebas en un juicio oral y establecer la culpabilidad o inocencia de las personas acusadas.
2. Gran jurado. El gran jurado es un cuerpo judicial colegiado que tiene como función principal dirigir el procedimiento para investigar un crimen, establecer los cargos y acusar a las personas que deberán ser enjuiciadas por el mismo, por otro tribunal.[6] Actualmente solo Estados Unidos y Liberia mantienen la institución del gran jurado.[7][8]
3. Jurado de coroner. El jurado de coroner tiene como función de asistir a un coroner, término anglo-francés derivado de «corona», que se utiliza para denominar en algunos países al funcionario cuya tarea es establecer la causa de la muerte de una persona cuando no ha fallecido de muerte natural y la identidad de la misma.
4. Jurado especial. Un jurado especial es un cuerpo judicial formado por personas que reúnen características especiales (propietarios, comerciantes, etc.). Fue utilizado en el Reino Unido hasta 1971.[9]
5. Jurado de expropiación. El jurado de expropiación es un cuerpo colegiado que tiene como función decidir sobre la conveniencia y sujeción a la ley de expropiación forzosa de un inmueble determinado y su justo precio, cuando no hubiera acuerdo entre el Estado expropiador y el particular expropiado.[10]
6. Jurado político. La mayoría de los países suelen tener mecanismos de enjuiciamiento mediante jurados para remover de sus cargos a funcionarios políticos (presidentes, legisladores, jueces, etc.). Este tipo de juicio se denomina juicio político y los jurados suelen tener conformaciones diferentes. En este caso el papel del jurado se limita a decidir sobre si corresponde o no remover al funcionario del cargo público que ocupa.

## Justificación
Una opinión de la cuestión subyacente en la institución del jurado es la alternativa entre sí un juicio lo deben resolver personas profesionales del derecho (juristas), o personas no versadas en el mismo y, por tanto, menos influenciadas por los tecnicismos de la ley.  
La opinión de Lysander Spooner, autor del clásico «Un Ensayo sobre el Juicio por Jurado,» es que la cuestión yace en que «el gobierno determina qué son sus poderes sobre el pueblo, en vez del pueblo determinando qué son sus libertades contra el gobierno."»
Según uno de los artículos en Los Federalistas, «Los amigos y adversarios del plan de la asamblea, si no están de acuerdo en nada más, concuerdan por lo menos en el valor que le ponen al juicio por jurado, o si hay alguna diferencia entre ellos reside en esto: los primeros lo consideran un resguardo valioso para la libertad; los segundos lo representan como el verdadero paladión del gobierno libre. Por mi parte, mientras más observo la operación de la institución, más razón encuentro en tenerle elevado aprecio; y sería totalmente superfluo examinar en que medida merece ser considerada útil o esencial en una república, o cuánto más mérito ha de otorgársele, como una defensa contra la opresión de un monarca hereditario, que como una barrera a la tiranía de magistrados públicos en un gobierno popular.»
Otra de las ideas que influyen en la existencia de jurados es la participación ciudadana en la administración de justicia como una forma de verdadera democracia directa y vinculante. 
Después de la clásica separación de poderes, los ciudadanos participan en el órgano legislativo y en el ejecutivo a través del sufragio. Sin embargo, la única forma de participación ciudadana en el Poder judicial, que está mucho más profesionalizado, sería a través del jurado como forma de administrar justicia.

## El deber de ser jurado
En la mayoría de los países en donde se ha establecido el jurado, la participación en el mismo se constituye tanto como un derecho como un deber.
Es un derecho, porque todos los ciudadanos tienen derecho a formar parte de él (no se excluye a ningún ciudadano del sorteo salvo por motivos objetivos tasados en la ley), pero también es un deber porque, una vez nombrado, sólo cabe rechazar la participación por motivos legalmente establecidos (por ejemplo, enfermedad, analfabetismo, etc.). Muchas veces, la no participación está sancionada, lo cual ha planteado en ocasiones problemas de objeción de conciencia (los sacerdotes cristianos, por ejemplo, tienen problemas de conciencia para poder juzgar a nadie).
Lysander Spooner, en su obra Un Ensayo sobre el Juicio por Jurado, dice, "Como proposición moral, es perfectamente evidente en sí que, al menos que jurados tengan todos los derechos legales que se les ha reclamado en capítulos anteriores, -- o sea, los derechos de juzgar lo que la ley es, si la ley es una justa, qué evidencia es admisible, qué peso justamente tiene la evidencia, si un acto se hizo con intención criminal, y el derecho también a limitar la sentencia, libres de todo dictado de cualquier fuente, -- no tienen derecho moral a llevar un juicio en absoluto, y no pueden hacerlo sin hacerse cómplices en cualquier injusticia que puedan creer que pudo haber resultado de su veredicto. Es absurdo decir que tienen ninguna responsabilidad moral por el uso que se pudo haber hecho del veredicto por el gobierno, cuando tienen razón para suponer que será utilizado para propósitos de injusticia." 

## Reseña histórica
Estos son algunos casos del jurado en la historia:
- En la antigua Grecia, un jurado ateniense es el que decidió la pena de ostracismo de Cimón, la muerte de Foción, y la condena a la pena de muerte por envenenamiento de Sócrates. Se le denominaba Heliea y era un tribunal de justicia popular, compuesto por ciudadanos elegidos por sorteo, y el castigo se decidía por mayoría, lo que "permitía que permanecieran grandes sectores de la población insatisfechas con los resultados de un juicio o una ley, provocando la inestabilidad e incertidumbre tan típicas de los estados griegos y tan despreciadas por Platón".[13]

- En la antigua Roma se conoció igualmente el jurado. Durante la república ningún ciudadano podía ser condenado a muerte sino en los comicios por centurias ni a pena pecuniaria sino en los comicios por tribus. La elección de los jueces pertenecía al pretor. Eran elegidos del orden ecuestre y senatorial. Se prefería a los que tenían la circunstancia de haber desempeñado alguna magistratura. Demandas civiles se decidían generalmente por un juez lego, el unus judex. Esto duró hasta tiempos de Diocleciano.

- Los pueblos germánicos conocieron igualmente el jurado puesto que en la asamblea del pueblo se decidían las acusaciones capitales y el rey presidía estas juntas. No se llevaba a efecto hasta que recaía la aprobación del pueblo, pero eran más que nada grandes consejos de guerra. Su objeto consistía en mantener y fortificar la subordinación militar.

- En Inglaterra se conoce esta institución con el nombre de jury desde la conquista de los sajones. Esta institución quedó consignada en la Carta Magna que dice que Nullus liber homo capiatur, vel imprisonetur, aut disseisiatur, aut utlagetur, aut exuletur, aut aliquo modo destruatur, nec super eum ibimus, nec super eum mittemus, nisi per legale judicium parium suorum vel per legem terre.

Hay dos jurados: el grande y el menor que imputa el delito al acusado.
- En Francia se implanta el jurado como lo conocemos de forma moderna en época de la revolución por ley de 16 de septiembre de 1791, y su competencia en razón de la materia - dentro de lo conocido como «penal» o «criminal» - es restringida tan solo para ciertos delitos y no para la generalidad; así, el jurado atendería o conocería de hechos que fueran castigados por la ley con penas aflictivas o difamantes. Debido a que los jurados o jueces legos eran quienes se limitaban a emitir el veredicto de culpabilidad o inculpabilidad y los magistrados o jueces técnicos los que determinaban la pena a imponer, en muchas ocasiones, por miedo a que el Magistrado impusiera una pena demasiado elevada, emitían un veredicto injustificadamente absolutorio. De ahí que, más adelante (en 1832), el jurado de tipo anglosajón pudiera entrar a conocer de las circunstancias atenuantes de la responsabilidad penal, pero no siendo suficiente, porque aun así los Magistrados podían imponer penas demasiado elevadas, el Tribunal del Jurado evolucionaría hacia uno de tipo «mixto».

- El jurado escabinado nació en Alemania en 1924.

- El jurado de tipo mixto se instauró por primera vez en Francia en 1932 y aún permanece vigente en algunos estados europeos.

- Actualmente, el sistema anglosajón continúa vigente en Estados Unidos, Australia, Rusia, España y en la «High Court» inglesa. El mixto en Bélgica, Austria y Noruega. Y el escabinado en Francia, Italia, Suecia, Portugal, Suiza y Grecia, así como en la «Magistrate Court» inglesa, entre otros estados europeos, ya que es el sistema mayoritariamente adoptado en Europa. El único estado europeo que carece de jurado es Holanda.

## Por país

### Argentina
Es un mandato que estableció la Constitución Nacional de 1853. La importancia del mismo radica en la forma de garantizar la participación ciudadana en la administración de la justicia, acercando la justicia a la sociedad. El jurado otorga mayor imparcialidad ya que la decisión no está tomada por una sola persona, sino por doce, las cuales, veremos más adelante, son imparciales, y que no pertenecen al Poder Judicial.
Por su funcionamiento, es un sistema muy respetuoso de las garantias constitucionales que rigen el proceso penal. El establecimiento de jurados obliga a que el juicio sea oral y público, dotando de mayor transparencia a las decisiones judiciales, y haciéndolas más accesibles para la ciudadanía, en pos de un lenguaje más sencillo.
Estudios alrededor del mundo también demuestran que el establecimiento de jurados, aumenta la legitimidad y la confianza que tienen los habitantes en el sistema de justicia, haciéndolos sentir más comprometidos con sus deberes públicos, lo cual ayuda el fortalecimiento de la democracia representativa. 

#### Jurados en las provincias
A diferencia de lo que ocurre a nivel federal, son varias las provincias que ya adoptaron y organizaron los juicios por jurados en su sistema judicial provincial.
A octubre de 2024, ya son once las provincias donde los ciudadanos son los encargados de dar el veredicto respecto a la situación procesal de la persona.
Córdoba fue la primera en el año 2004, seguida por Neuquén en 2011 y Buenos Aires en el 2015; Chaco, Mendoza y Entre Ríos en 2019; Río Negro en 2020, San Juan, Chubut, Catamarca y la Ciudad Autónoma de Buenos Aires en 2021; y Santa Fe en 2024. Asimismo, Salta y Corrientes actualmente se encuentran debatiendo el establecimiento del juicio por jurados.

#### Composición
Para ser jurado se requiere:
- Ser argentino, y en caso de los naturalizados, tener cinco años de ejercicio de la ciudadanía;
- Tener entre 21 y 65 años de edad;
- Cumplir con los requisitos previstos por la legislación[19]

Los jurados se eligen por sorteo en base al Padrón Electoral. El proyecto de ley prevé un jurado "clásico" compuesto por doce ciudadanos legos. Exige además, bajo una perspectiva de género, que la composición del tribunal sea de seis hombres y seis mujeres.
El jurado no recibe retribución por su labor. Ser jurado es una carga pública ordenada por la Constitución de la Nación Argentina pero el empleador público o privado no puede descontarle del sueldo los días de servicio. En algunos casos, a solicitud de los jurados, se reintegrarán viáticos en una suma fija.

#### Procedimiento
Se presentarán dos posiciones: la acusación (representada por la fiscalía) y la defensa (la persona acusada y su abogado defensor). Cada una tendrá una versión del hecho que se juzga.
La obligación de la acusación será probar en su caso; Es decir, presentar su versión de los hechos y traer prueba (declaraciones, documentos, peritajes, etc.) que convenza al jurado de que el hecho existió y que la persona acusada es la responsable del mismo.
La tarea de la defensa en el jurado sobre las afirmaciones que realice la acusación. Para esto, podrá tener una versión diferente de los hechos (una coartada) y traer prueba sobre esa versión; o podrá cuestionar la validez o credibilidad de la prueba aportada por la acusación.

#### Veredicto
Finalizada la deliberación, cada jurado deberá responder a esas dos preguntas en una boleta. Luego del debate serán incineradas, ya que la ley obliga al jurado a mantener su opinión y la forma en que ha votado en absoluta reserva, aun después del juicio. El presidente del jurado anotará en un papel el resultado del veredicto, lo hará saber primero al juez y luego lo leerá al público en la audiencia.
La declaración de culpabilidad o no culpabilidad se hará en nombre del pueblo.

### Colombia
A la fecha, aunque existan las bases constitucionales, aún no se han definido los procedimientos del jurado en Colombia, y su uso aún se encuentra en evaluación y análisis.

#### Historia
El jurado de conciencia fue una figura consagrada en Colombia, el presidente José Hilario López introdujo en la legislación el jurado de conciencia para ciertos delitos criminales. Su asiento normativo se presenta en la Constitución de 1853:

La república garantiza a todos los Granadinos: [...]
11. El juicio por jurados, en todos los casos en que se proceda judicialmente por delito o crimen que merezca pena corporal o la pérdida de la libertad del individuo, por más de dos años, con la excepción que puede hacer la ley, de los casos de responsabilidad de los funcionarios públicos, y de los procesos por delitos políticos.
Constitución de la República de Nueva Granada de
1853. Título I, artículo 5.

En este contexto, los jurados de conciencia se caracterizaban por ser ciudadanos colombianos, quienes tenían a su cargo la tarea de definir acerca de la culpabilidad o no de las personas que estaban acusados de cometer crímenes o delitos que en la época estaban tipificados como conductas penales; en el Estado Soberano de Bolívar, los jurados debían ser ciudadanos mayores de 21 años y contar con independencia económica. Los juicios se practicaban ante el alcalde quien fungía como juez y moderador en estos procesos:

Cada que se violaba una disposición sobre la materia y se denunciaba ante el alcalde, este buscaba al infractor y lo hacía aprehender. Luego se sorteaba el jurado de acusación, y examinados sus miembros para ver si en ellos había una causal de impedimento legal, después, probada su idoneidad, se le tomaba el juramento. Posteriormente el alcalde se retiraba y el jurado procedía a calificar la culpabilidad del procesado
Estrada, 2012

Durante un tiempo, el jurado de conciencia cambió su denominación a jurado de derecho, compuesto por abogados titulados y elegidos por sorteo de una lista de elegibles del Consejo Superior de la Judicatura. La figura del Jurado fue aplicada en Colombia durante 140 años hasta 1989, cuando el gobierno del Presidente Virgilio Barco expidió el Decreto 1861, el cual reformó el Código procesal y extinguió el jurado de conciencia de la normativa colombiana, un año después, en 1990, la Corte Suprema de Justicia ratificó la decisión mediante la Sentencia del 6 de septiembre. Posteriormente sería restaurada con la decimotercera reforma de la constitución (A.L 3 de 2002) el cual reformaba los artículos 116 y 250 de la constitución.
El reformado artículo 116 de la Constitución Colombiana de 1991 configuró los jurados como una investidura transitoria de los particulares para la participación de los ciudadanos en la Administración de Justicia:

Los particulares pueden ser investidos transitoriamente de la función de administrar justicia en la condición de jurados en las causas criminales, conciliadores o en la de árbitros habilitados por las partes para proferir fallos en derecho o en equidad, en los términos que determine la ley.
Articulo 116, Constitución Colombiana de 1991

El artículo 31 del código de procedimiento penal expedido después establece los "jurados por causas criminales" como parte de los Órganos de la jurisdicción.

#### Protección
Asimismo, el reformado artículo 250 de la constitución estableció protección para los jurados por parte de la Fiscalía General de la Nación:

En ejercicio de sus funciones la Fiscalía General de la Nación, deberá:
[...] 7. Velar por la protección de las víctimas, los jurados, los testigos y demás intervinientes en el proceso penal, la ley fijará los términos en que podrán intervenir las víctimas en el proceso penal y los mecanismos de justicia restaurativa.
Articulo 250, Constitución Colombiana de 1991

El artículo 18 del código de procedimiento penal establece que la publicidad de los jurados será: "pública. Tendrán acceso a ella, además de los intervinientes, los medios de comunicación y la comunidad en general" salvo "los casos en los cuales el juez considere que la publicidad de los procedimientos pone en peligro a las víctimas, jurados, testigos, peritos y demás intervinientes"
El artículo 111 del mismo código establece como una de las funciones del Ministerio Público "Como representante de la sociedad [...] Velar porque se respeten los derechos de las víctimas, testigos, jurados y demás intervinientes en el proceso". El artículo 114 establece que la protección de los jurados y jueces está a cargo del Consejo Superior de la Judicatura.

### España
El artículo 125 de la Constitución Española de 1978 configura el Tribunal del Jurado como una institución para la participación de los ciudadanos en la Administración de Justicia. 

Los ciudadanos podrán ejercer la acción popular y participar en la Administración de Justicia mediante la institución del Jurado, en la forma y con respecto a aquellos procesos penales que la Ley determine, así como en los Tribunales consuetudinarios y tradicionales
Constitución Española de 1978

En cumplimiento del precepto constitucional, la Ley Orgánica 5/1995, del Tribunal del Jurado, modificada por la Ley Orgánica 8/1995, de 16 de noviembre, desarrolla dicha institución, definiendo en su artículo 6 la función de jurado como un derecho ejercitable por aquellos en los que no concurra motivo que lo impida y su desempeño como un deber para quienes no estén incursos en causa de incompatibilidad o prohibición ni puedan excusarse conforme a dicha Ley.
En España, el modelo vigente es el anglosajón o modelo puro formado por 9 miembros elegidos mediante censo electoral por provincias cada dos años. Tras la elección, para cada juicio se realiza un complejo proceso de selección por el que originariamente se seleccionan 36 ciudadanos legos en derecho, a continuación, concurren a la selección, un mínimo de 20 ciudadanos, entre los cuales eligen los jurados el abogado defensor y el fiscal; se rechazan aquellas personas que en el interrogatorio den muestras de parcialidad en el tema que se está juzgando. Al final del juicio el jurado establece la culpabilidad o inocencia del procesado.

### Guatemala
En la Constitución de Centroamérica de 1824, en el artículo 154, dicta: «Las asambleas, tan luego como sea posible, establecerán el sistema de jurados». Doscientos años más tarde, siguen sin establecerse. En Guatemala, la constitución le daba a la Asamblea, que ya no existe, la tarea de: «Arreglar la forma y solemnidades de los juicios, estableciendo el sistema de jurados tan luego como lo permita el progreso de la ilustración y de las costumbres populares». En casi doscientos años, siguen sin permitirlo. 
La autora guatemalteca, Karen Ness, preguntó en la tesis, El Pueblo Será Juez:

«¿por qué desconfiamos del mismo pueblo, de donde salen nuestros diputados y presidentes, es decir, del poder de decidir por medio del jurado un solo caso donde no tienen nada que ganar más que el bienestar general?... Necesitamos creer que todos los humanos somos iguales en este aspecto: la capacidad de razonar. Necesitamos tener la seguridad propia para poder decir: 'Estoy dispuesto a que me juzgue un indio, un ladino, un blanco, el campesino, el terrateniente, el trabajador, el empresario.' Siempre por unanimidad. Si no, seguiremos condenados a lo que la élite de la revolución “liberal” de 1871 nos heredó cuando rechazaron las sugerencias de Livingston de implementar el juicio por jurado, la opresión y constantes luchas por el poder de explotar a los demás. 
Guatemala vive al borde de la anarquía violenta y seguirá viviendo o al borde de la anarquía o bajo algún régimen totalitario que promete controlar esa anarquía mientras no haya una forma de controlar la explotación entre ciudadanos o de parte del gobierno».

### Inglaterra
La tradición de jurados en Inglaterra tiene varias fuentes, ya que fue un país varias veces conquistado por países con culturas hermanas. Fue parte del imperio romano, fue invadida por los anglos y los sajones de Alemania, los vikingos daneses, y más tarde por los vikingos franceses que se llamaron normandos. Todos esos pueblos tenían influencia más o menos directa de sus ciudadanos en el proceso judicial como forma de controlar al ejecutivo y legislativo.
Antes de, y hasta poco después de la Carta Magna, el jurado tomó la forma que tendría hasta 1285. Hasta ese tiempo, cada clase que se había formado bajo la monarquía de Juan sin Tierra, los nobles, los religiosos, y los hombres libres, quienes habían cooperado para someter a ese rey, era juzgado por miembros de su clase. Como el rey, con el consejo opcional de consejos y parlamento, era el poder legislativo, una de las prerrogativas del jurado en ese tiempo era juzgar si la ley formaba parte de la ley común, el common law inglés, o no, para evitar que el rey, por medio de legislación, pudiera disminuir los derechos y libertades de sus súbditos.  
En 1285, el rey Eduardo I, promulgó la ley de los "libres tenientes de cuarenta chelines," que dejaba fuera de la protección del jurado a todas aquellas personas cuyos ingresos netos no estaban por encima de cuarenta chelines.
Las personas que administraban los juicios por jurados eran electas por el pueblo, y los funcionarios del rey estaban excluidos de toda causa que no fuera la de novel disseisin, mort d'ancestor, y darrein presentment, por el artículo 24 de la Carta Magna Magna Charta (enlace roto disponible en Internet Archive; véase el historial, la primera versión y la última). que dice: "Nullus vicecomes, constabularius, coronatores, vel alii ballivi nostri, teneant placita corone nostre."
El juramento de coronación del rey, lo obligaba a prometer que protegería las justas leyes y costumbres que el vulgo había elegido, o sea la ley común, hasta 1688, cuando fue obligado por el parlamento a jurar que gobernaría de acuerdo a los estatutos de parlamento, el mismo que estaba conformado por los nobles y los libres tenientes de cuarenta chelines.

#### El Caso Zenger y la Libertad de Prensa
En las colonias norteamericanas de Inglaterra, se hizo un intento de preservar el derecho de juzgar la ley en el caso de un gobernador nombrado por el rey en la colonia de Nueva York. Los colonos pidieron a la corona su destitución a raíz de casos de corrupción que incluían especulación de terrenos. Dos periódicos se debatían el caso, uno oficial, y el otro, propiedad de un alemán, John Peter Zenger. Aunque no era el autor de las críticas contenidas en su periódico, Zenger fue acusado por el gobernador de escribir sediciosamente ante un Gran Jurado. El Gran Jurado no respaldó la acusación, pero el gobernador logró que se le llevara a juicio de todas formas. Zenger fue arrestado y encarcelado.  
Defendido por Andrew Hamilton, se admitió ante la corte que Zenger había publicado los artículos, negando que fueran difamatorias y pidiendo la absolución del caso. El juez dictó que la cuestión de si la información era difamatoria o no, era competencia del juez. Hamilton se dirigió al jurado, y argumentó que el fiscal tenía que comprobar que lo que se había dicho del gobernador era falso para que pudiera considerarse una difamación. El juez objetó, diciendo que la verdad no hacía la acusación menos difamatoria.  
Al terminar los argumentos del fiscal y el defensor, el juez le dictó al jurado que tenían que entregar un Veredicto Especial, determinando únicamente si Zenger había publicado los artículos o no. Hamilton objetó, diciendo que no era obligatorio, alegando, "Sé que tienen el derecho, sin la menor duda, de determinar tanto la ley como el hecho; y donde no dudan de la ley, deberían hacerlo. Esto de dejárselo al juicio de la Corte, si las palabras son difamatorias o no, de hecho inutiliza al jurado (por no decir algo peor) en muchos casos...”